# Twin Peaks (film)
Twin Peaks (v anglickém originále Twin Peaks: Fire Walk with Me) je francouzsko-americký film, který natočil režisér David Lynch. Jde o prequel televizního seriálu Městečko Twin Peaks, který Lynch vytvořil spolu s Markem Frostem v letech 1990 až 1991. Film se soustředí kolem vraždy Teresy Banks (Pamela Gidley) a posledních sedmi dnů života středoškolské studentky Laury Palmer (Sheryl Lee). Dále ve filmu hráli Harry Dean Stanton, Kyle MacLachlan, ale také zpěvák David Bowie a další. Hudbu k filmu složil Angelo Badalamenti, který s režisérem spolupracoval i na dalších snímcích.